# Dead Magic (álbum)
| Críticas profissionais | Críticas profissionais |
| Pontuações agregadas   | Pontuações agregadas   |
| Fonte                  | Avaliação              |
| ---------------------- | ---------------------- |
| Metacritic             | 93/100                 |
| Avaliações da crítica  |                        |
| Fonte                  | Avaliação              |
| AllMusic               | [ 2 ]                  |

Dead Magic é o quarto álbum de estúdio da artista sueca Anna von Hausswolff.  Foi lançado em março de 2018 pela gravadora City Slang.

## Faixas
| N.º            | Título                                | Duração |  |
| 1.             | "The Truth, the Glow, the Fall"       | 12:08   |  |
| 2.             | "The Mysterious Vanishing of Electra" | 6:09    |  |
| 3.             | "Ugly and Vengeful"                   | 16:17   |  |
| 4.             | "The Marble Eye"                      | 5:19    |  |
| 5.             | "Källans återuppståndelse"            | 7:26    |  |
| Duração total: | Duração total:                        | 47:19   |  |

## Equipe

### Músicos principais
- Anna von Hausswolff - vocais, órgão de tubos , Mellotron
- Filip Leyman - sintetizador
- Karl Vento - guitarra
- Joel Fabiansson - guitarra
- David Sabel - baixo
- Ulrik Ording - bateria

### Músicos adicionais
- Shahzad Ismaily - percussão em "The Truth, the Glow, the Fall"
- Úlfur Hansson - arranjos de cordas sobre "The Truth, the Glow, the Fall" e "Ugly and Vengeful"
- Gyda Valtysdottir - cordas
- Randall Dunn - Mellotron, Korg MS-20, design de som

### Produção
- Produtor: Randall Dunn
- Masterização: Jason Ward
- Mixagem: Randall Dunn
- Design: Anna von Hausswolff, Magnus Andersson
- Layout: Anna von Hausswolff, Magnus Andersson
- Foto da capa: Maria von Hausswolff
- Desenho no encarte interno: Anna von Hausswolff